# Aurecocrypta katersi
Aurecocrypta katersi är en spindelart som beskrevs av Raven 1994. Aurecocrypta katersi ingår i släktet Aurecocrypta och familjen Barychelidae.
Artens utbredningsområde är Western Australia. Inga underarter finns listade.